# Sofia Schulte
Sofia Schulte (* 8. April 1976 in Hamm/Westfalen) ist eine deutsche Weit- und Dreispringerin.

## Karriere
Sofia Schulte errang zahlreiche vordere Platzierungen bei Deutschen Meisterschaften. Sie nahm an den Olympischen Spielen 2000 in Sydney teil, wo sie allerdings mit 6,23 m in der Qualifikation für den Finalwettbewerb scheiterte. Bei den Europameisterschaften 2002 belegte sie mit 6,43 m den achten Platz. Sofia Schultes Bestleistung beträgt 6,72 m, aufgestellt am 27. Mai 2000 im Hofbachstadion in Siegen-Geisweid, seinerzeit im Trikot der LAG Siegen. Mit dieser Weite hält sie bis heute den Siegerlandrekord in dieser Disziplin.
Bei einer Körpergröße von 1,78 m beträgt ihr Wettkampfgewicht 58 kg. 

## Erfolge
(EM = Europameisterschaften; DM = Deutsche Meisterschaften)
- Deutsche Jugendmeisterin 1995
- Achte der Junioren-EM 1995
- Dritte der U23-EM 1997
- Dritte der DM 1998
- Deutsche Hochschulmeisterin 1999 (ADH Meisterschaftsrekord 6,52 m am 3. Juni 1999 in Kassel)
- Zweite der Hallen-DM 2000; Dritte der DM 2000
- Dritte der Hallen-DM 2001
- Dritte der DM 2002
- Dritte der Hallen-DM 2003
- Dritte der DM 2004
- Zweite der Hallen-DM 2006

## Bestleistungen
- Weitsprung: 6,72 m, 27. Mai 2000, Siegen
  - Halle: 6,50 m, 22. Februar 2002, Chemnitz
- Dreisprung: 13,37 m, 23. August 2002, Sondershausen
  - Halle: 13,29 m, 12. Januar 2002, Leverkusen

## Privates
Sie lebt mit ihrem Ehemann, dem früheren Leichtathleten Josef „Sepp“ Schmidl, in Lienz, Osttirol. Gemeinsam haben die beiden zwei Kinder.